# ماتیاس ویتهاوس
ماتیاس ویتهاوس (انگلیسی: Matthias Witthaus؛ زادهٔ ۱۱ اکتبر ۱۹۸۲) بازیکن هاکی روی چمن اهل آلمان است.
وی همچنین برندهٔ جوایزی همچون برگ بوی نقره‌ای شده‌است.